# Bo Linde
Anders Bo Leif Linde (1 de enero de 1933, Gävle o Gevalia, Suecia – 2 de octubre de 1970) fue un compositor sueco de tendencia neoclásica en el estilo de Benjamin Britten y Samuel Barber.
Nacido en Gävle, estudió con Eric Harald Bengtson y luego en la Stockholm Academy of Music en 1948, donde estudió con  Lars-Erik Larsson y piano con Olof Wibergh. 
En 1953, se perfeccionó en Viena. Su obra más conocida es el Concierto para violín.
Bo Linde se suicidó a los 37 años.